# Mycoplasma hominis
Mycoplasma hominis es una especie de bacteria de la familia Mycoplasmataceae. Pertenece al nivel 1 de riesgo biológico.[cita requerida]

## Características
Microorganismo anaerobio facultativo filamentoso de pequeño tamaño y sin pared celular. Metaboliza la arginina pero no la glucosa. Colonias en forma de huevo frito.Puede contagiarse fácilmente mediante cualquier lugar contaminado ,mediante saliva o cualquier objeto en el cual previamente haya estado una persona contagiada.

## Infección
Pielonefritis, endometritis, enfermedad pélvica inflamatoria, fiebre postaborto o posparto, salpingitis, infertilidad, parto prematuro, infecciones neonatales.

## Tratamiento
Para elegir el antibiótico más apropiado hay que realizar el cultivo debido a que las bacterias pueden desarrollar resistencia.
Doxiciclina 100 mg. cada 12 horas, oral, durante 7 o 15 días.
Claritromicina 500 mg. cada 12 horas, oral, durante 7 días. Nunca inicie un tratamiento antibiótico sin consultar a un médico.
Otras tetraciclinas como minociclina, o bien otros macrólidos como azitromicina son una alternativa.
- Datos: Q2616475